# Марк, Расселл
Ра́сселл Э́ндрю Марк (англ. Russell Andrew Mark; род. 25 февраля 1964, Балларат) — австралийский стрелок, специализирующийся в дисциплинах трап и дубль-трап. Олимпийский чемпион, участник шести Олимпиад.

## Карьера
Расселл Марк начал свою карьеру в 1978 году. В 1985 году впервые пробился в состав национальной сборной.
В 1988 году на Олимпийских играх в Сеуле Марк выступил в дисциплине трап, где занял 15 место. Через год на мировом первенстве в Монтекатини завоевал свою первую награду чемпионатов мира, став вторым в командном дубль-трапе.
После неудачного выступления на Играх в Барселоне (9-е место в трапе) австралиец в 1994 году впервые в карьере стал чемпионом мира на первенстве в Милане в дисциплине дубль-трап. После включения этой дисциплины в олимпийскую программу (с 1996 года) Марк, как действующий чемпион мира, автоматически стал одним из главных фаворитов этих соревнований.
Уже в квалификации австралиец подтвердил свои претензии на золото, захватив лидерство с результатом 141 балл. В финальном раунде он поразил 48 мишеней из 50, что позволило ему стать олимпийским чемпионом с солидным пятибалльным преимуществом над итальянцем Альбано Пера.
В Сиднее Расселл предпринимал попытку защитить чемпионское звание, но стал только вторым. Он разбил столько же мишеней, как и его товарищ по тренировкам — британец Ричард Фаулдс. Судьба золота решилась в перестрелке, где австралиец промахнулся третьим выстрелом и уступил британцу золотую медаль.
В 2004 году в Афинах Марк не выступал, но был на Играх в качестве представителя НОК Австралии, а также в качестве личного тренера индийца Раджьявардхана Ратхоре, которым стал вторым в дубль-трапе.
Карьеру австралиец возобновил в 2006 году ради выступления на домашних Играх Содружества, которые он выиграл. Расселл Марк выступал в дубль-трапе на Играх в Пекине и Лондоне, но не завоёвывал на них медали, хотя в 2008 году вышел в финал, где занял пятое место.
Жена Расселла — Лорен также занимается стендовой стрельбой. На Играх 2004 года она остановилась в шаге от медали в дисциплине скит.

## Выступления на Олимпийских играх
| Игры           | Трап | Дубль-трап |
| -------------- | ---- | ---------- |
| Сеул-1988      | 15   | —          |
| Барселона-1992 | 9    | —          |
| Атланта-1996   | 13   | 1          |
| Сидней-2000    | 13   | 2          |
| Пекин-2008     | —    | 5          |
| Лондон-2012    | —    | 20         |